# Fondmetal GR02
Fondmetal GR02 – samochód Formuły 1, zaprojektowany przez Sergio Rinlanda i Hansa Fouche, a skonstruowany przez Fondmetal F1 na sezon 1992. Wziął udział w siedmiu wyścigach.

## Projekt
Po nieudanych startach Fometa F1 w sezonie 1991 Gabriele Rumi zwolnił dotychczasowych projektantów i zatrudnił Sergio Rinlanda, który miał być odpowiedzialny za nowy samochód Fondmetala w Formule 1. Pierwszym efektem była ulepszona wersja Fometa pod nazwą Fondmetal GR01, zaś nowym projektem był model o oznaczeniu GR02.
W porównaniu do Fometa F1 wersje GR01 i GR02 były napędzane nowszymi jednostkami – silniki Cosworth DFR zostały zastąpione przez Cosworthy HB, które były mocniejsze od starych silników o około 100 KM. Mechanicznie samochód był prostszy od poprzedniego projektu Rinlanda – Brabhama BT60Y, będąc wyposażonym w prostą dwuwałkową skrzynię biegów Xtrac. Aerodynamika pojazdu była bardziej zaawansowana, obejmując innowacyjne kanały boczne, jak również nos oraz charakterystyczny przedni spojler. Problemem pojazdu, wynikłym podczas testów, okazała się niska niezawodność.
W sezonie 1995 pojawiły się pogłoski, że Forti FG01 jest przerobionym Fondmetalem GR02.

## GR02 w wyścigach
Samochód zadebiutował podczas Grand Prix Kanady 1992, kiedy to prowadził go Gabriele Tarquini. Włoch zakwalifikował się na 18. miejscu, ale wycofał się na pierwszym okrążeniu wyścigu po awarii skrzyni biegów. W Grand Prix Francji wystawiono już dwa egzemplarze GR02, dla Tarquiniego i Andrei Chiesy. Chiesa odpadł na pierwszym okrążeniu po kolizji z Maurício Gugelminem, a Tarquini po sześciu okrążeniach, z powodu usterki linki przepustnicy. W Grand Prix Wielkiej Brytanii z GR02 skorzystał tylko Tarquini. Włoch zakwalifikował się na 15. pozycji, a wyścig ukończył jako czternasty. Ponadto Włoch ustanowił ósme najszybsze okrążenie dnia, wyprzedzając w tej klasyfikacji m.in. Ivana Capellego (Ferrari) i Mikę Häkkinena (Lotus). Do Grand Prix Niemiec Tarquini startował jako dziewiętnasty. W trakcie wyścigu kierowca ten, jadąc w pierwszej dziesiątce, był zmuszony wycofać się z powodu awarii silnika.
W Grand Prix Węgier w Fondmetalu zadebiutował nowy kierowca – Eric van de Poele, który zastąpił Andreę Chiesę. Tarquini zakwalifikował się z dwunastym rezultatem, a van de Poele z osiemnastym. Jednakże Tarquini zakończył rywalizację wskutek kolizji na pierwszym okrążeniu, a van de Poele – dwa okrążenia później z powodu wypadku. Z powodu wypadków i awarii problemem zespołu stała się niewielka liczba zapasowych części. Mimo to obaj kierowcy zakwalifikowali się w czołowej piętnastce (Tarquini – 11. van de Poele – 15.). Tarquini odpadł po 25 okrążeniach, czego przyczyną było uszkodzenie silnika. Van de Poele z kolei ukończył Grand Prix na dziesiątym miejscu, wyprzedzając kierowców Marcha i Jordana, jak również Gianniego Morbidellego i Ukyō Katayamę. Finanse zespołu przed Grand Prix Włoch stały się problemem na tyle dużym, że Fondmetal musiał w znaczący sposób ograniczyć testowanie. Tarquini zakwalifikował się jako 20., a van de Poele jako 25. Belg odpadł na pierwszym okrążeniu z powodu awarii sprzęgła, zaś Tarquini wycofał się po 30. okrążeniach z powodu uszkodzenia skrzyni biegów. Planowane na Grand Prix Portugalii zatrudnienie płacącego za starty Giuseppe Bugattiego nie powiodło się, jako że zespół z powodów finansowych upadł po Grand Prix Włoch.

## Wyniki w Formule 1
| Legenda oznaczeń w tabelach wyników Wyświetl szablon na nowej stronie | Legenda oznaczeń w tabelach wyników Wyświetl szablon na nowej stronie                                                                     |
| Oznaczenie                                                            | Wyjaśnienie |
| --------------------------------------------------------------------- | --- |
| Złoty                                                                 | Zwycięzca lub mistrzostwo |
| Srebrny                                                               | 2. miejsce lub wicemistrzostwo |
| Brązowy                                                               | 3. miejsce lub II wicemistrzostwo |
| Zielony                                                               | Ukończył, punktował (w klasyfikacji generalnej, gdy zdobył co najmniej jeden punkt na przestrzeni sezonu, poza trzema powyższymi opcjami) |
| Niebieski                                                             | Ukończył, nie punktował (w klasyfikacji generalnej, gdy nie zdobył co najmniej jednego punktu na przestrzeni sezonu)                      |
| Czerwony                                                              | Nie zakwalifikował się (NZ) |
| Czerwony                                                              | Nie prekwalifikował się (NPK) |
| Różowy                                                                | Nie ukończył (NU) |
| Różowy                                                                | Niesklasyfikowany (NS) (w klasyfikacji generalnej, gdy nie został sklasyfikowany w żadnym wyścigu sezonu)                                 |
| Czarny                                                                | Zdyskwalifikowany (DK) |
| Czarny                                                                | Wykluczony (WYK/EX) |
| Biały                                                                 | Nie wystartował (NW) |
| Biały                                                                 | Kontuzjowany (K/INJ) |
| Biały                                                                 | Wyścig odwołany (OD/C) |
| Bez koloru                                                            | Został wycofany (WYC/WD) |
| Bez koloru                                                            | Nie przybył (NP/DNA) |
| Bez koloru                                                            | Nie brał udziału w treningach (NT/DNP) |
| Bez koloru                                                            | Nie został zgłoszony (–) |
| Pogrubienie                                                           | Start z pole position |
| Kursywa                                                               | Najszybsze okrążenie wyścigu |
| †                                                                     | Nie ukończył, ale jego rezultat został zaliczony ze względu na przejechanie więcej niż 90% dystansu wyścigu.                              |
| *                                                                     | Sezon w trakcie |
| 1/2/3                                                                 | Punktowana pozycja w sprincie kwalifikacyjnym                                                                                             |
| Lista systemów punktacji Formuły 1                                    | |

| Sezon | Zespół       | Silnik | Kierowcy          | Wyniki w poszczególnych eliminacjach | Wyniki w poszczególnych eliminacjach | Wyniki w poszczególnych eliminacjach | Wyniki w poszczególnych eliminacjach | Wyniki w poszczególnych eliminacjach | Wyniki w poszczególnych eliminacjach | Wyniki w poszczególnych eliminacjach | Wyniki w poszczególnych eliminacjach | Wyniki w poszczególnych eliminacjach | Wyniki w poszczególnych eliminacjach | Wyniki w poszczególnych eliminacjach | Wyniki w poszczególnych eliminacjach | Wyniki w poszczególnych eliminacjach | Wyniki w poszczególnych eliminacjach | Wyniki w poszczególnych eliminacjach | Wyniki w poszczególnych eliminacjach | Wyniki kierowców | Wyniki kierowców | Wyniki konstruktora | Wyniki konstruktora |
| 1992  |              |        |                   | Południowa Afryka                    | Meksyk                               | Brazylia                             | Hiszpania                            | San Marino                           | Monako                               | Kanada                               | Francja                              | Wielka Brytania                      | Niemcy                               | Węgry                                | Belgia                               | Włochy                               | Portugalia                           | Japonia                              | Australia                            | Pkt.             | Msc.             | Pkt.                | Msc.                |
| ----- | ------------ | ------ | ----------------- | ------------------------------------ | ------------------------------------ | ------------------------------------ | ------------------------------------ | ------------------------------------ | ------------------------------------ | ------------------------------------ | ------------------------------------ | ------------------------------------ | ------------------------------------ | ------------------------------------ | ------------------------------------ | ------------------------------------ | ------------------------------------ | ------------------------------------ | ------------------------------------ | ---------------- | ---------------- | ------------------- | ------------------- |
| 1992  | Fondmetal F1 | Ford   | Andrea Chiesa     | -                                    | -                                    | -                                    | -                                    | -                                    | -                                    | -                                    | NU                                   | -                                    | NZ                                   | -                                    | -                                    | -                                    | -                                    | -                                    | -                                    | 0                | NS               | 0                   | 14                  |
| 1992  | Fondmetal F1 | Ford   | Eric van de Poele | -                                    | -                                    | -                                    | -                                    | -                                    | -                                    | -                                    | -                                    | -                                    | -                                    | NU                                   | 10                                   | NU                                   | -                                    | -                                    | -                                    | 0                | 27               | 0                   | 14                  |
| 1992  | Fondmetal F1 | Ford   | Gabriele Tarquini | -                                    | -                                    | -                                    | -                                    | -                                    | -                                    | NU                                   | NU                                   | 14                                   | NU                                   | NU                                   | NU                                   | NU                                   | -                                    | -                                    | -                                    | 0                | 32               | 0                   | 14                  |